# Verge jurada

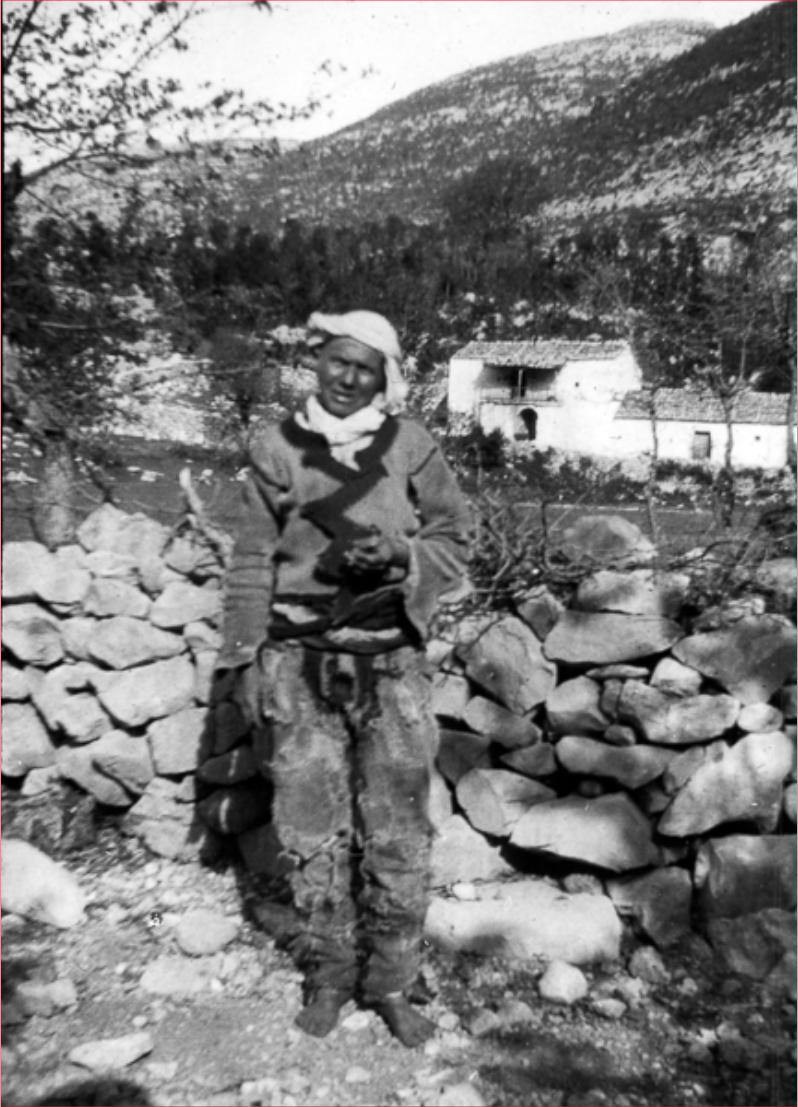
Verge jurada a Rapsha, Hoti, a principis del a l'Albània otomana.

Als Balcans, es denomina verge jurada, verge juramentada o burnesha (en albanès, burrneshë o virgjineshë) la dona que fa un vot de castedat i, havent renunciat a relacions sexuals i al matrimoni, pren el paper d'home en la família. La dona ha de jurar davant dels ancians de la comunitat o del poble i a partir d'aquest moment és tractada com un home en la societat patriarcal en què viu: ha de dur roba masculina i armes, i pren la posició de cap de família. Les principals situacions en les quals a una dona se li permet èticament convertir-se en home és la falta d'un home en la família o la no acceptació del marit que li ha estat prefixat, tot i que de vegades pot fer-ho perquè se sent més còmoda com a home o per afirmar la seva autonomia.
Aquest fet és especialment visible a Albània, però també es podria observar a Kosovo i Montenegro. En menor mesura, la pràctica existeix, o ha existit, a altres parts dels Balcans Occidentals, com ara Bòsnia, Dalmàcia (Croàcia), Sèrbia i Macedònia.
Aquestes burneshes són l'única forma institucionalitzada de canvi de gènere a Europa. Comportaments similars han estat observats en alguns pobles amerindis i a l'Àsia. L'any 2008 vivien encara quaranta-una burneshes a Albània, principalment a la zona nord del país, on la tradició és més arrelada. En els últims anys, la seva especial forma de vida ha atret l'atenció dels estudiosos i dels mitjans de comunicació.

## Denominació
Encara que dominen els termes burrneshë (de burrë «home», amb el sufix femení -neshë) i virgjineshë («dona verge»), aquestes dones són conegudes amb molts altres noms. Així, es poden anomenar mashkull al voltant de Shkodër, harambasa a Montenegro, tobelija a Bòsnia o ostajnica a les regions de parla sèrbia. També s'empren altres termes per referir-s'hi, com vajzë e betuar (forma més comuna avui dia, feta servir en situacions en què els pares prenen la decisió quan la noia és un bebè o infant), virgjineshë, virgjereshë, verginesa, virgjin, vergjinesha, verge albanesa o sadik (en turc: honest, just).
La pregunta «A je burrnesh?», dita com una salutació al nord d'Albània, significa «Ets tan fort com un home?».

## Orígens
La tradició de les verges jurades a Albània es va desenvolupar a partir del Kanuni i Lekë Dukagjinit (o simplement, el Kanun; en català, El Codi de Lekë Dukagjini), un conjunt de codis i lleis desenvolupats per Lekë Dukagjini i emprats principalment al nord d'Albània i Kosovo entre el segle xv i el xx. El Kanun no és un document religiós – molts grups el segueixen, incloent-hi els ortodoxos, els catòlics i els musulmans, tot i que sí és sagrat.
El Kanun dicta que les famílies han de ser patrilineals (la riquesa s'hereta a través dels homes de la família) i patrilocal (en casar-se, la dona es trasllada a la casa de la família del seu marit), i els matrimonis són concertats. Sota el Kanun, les dones són tractades com a propietat de la família i perden molts drets. No poden votar en eleccions locals, portar rellotge, fumar, comprar terres, tenir certes feines o entrar en certs locals.
L'existència de burneshes és esmentada per primera vegada per viatgers europeus occidentals a la fi del segle xix que visitaven el nord d'Albània, així com també ho van fer fins a principis del segle XX missioners, geògrafs i antropòlegs. El fenomen ocorre entre els albanesos, els eslaus del sud i els gitanos, així com en menor mesura entre els arumans i els grecs, sense diferències entre les diferents confessions religioses. La institució es reduïa a regions agrícoles remotes, on es continuava vivint en grups de famílies i clans. Mentre que aquest comportament es va mantenir estès entre aquests pobles fins ben entrat el segle xx, els canvis socials i la modernització de les últimes dècades han provocat la pràctica desaparició del fenomen. Únicament a Albània n'hi vivien encara unes desenes l'any 2008.

## Pràctica
Una dona esdevé una verge jurada fent el jurament de practicar el celibat davant del gremi al qual pertanyen els dotze homes més importants del poble o tribu. Llavors pren el rol masculí i se li permet viure com a home: pot vestir roba d'home, utilitzar un nom d'home, dur armes, anar a la caça, fer feines d'home, i també té accés a diferents privilegis reservats per als homes, com per exemple, el consum d'alcohol o tabac; també pot actuar com a cap de família (per exemple, vivint amb una germana o mare), tocar música i socialitzar amb homes. Amb aquest paper era reconeguda i respectada com a membre de ple dret en una societat dominada pels homes. Tot i així, el valor d'una verge jurada és de dotze bous, el mateix que el d'una dona i la meitat que la vida d'un home.
Una dona pot convertir-se en verge jurada a qualsevol edat, tant per satisfer els seus pares com per motius personals. Encara que l'assumpció del rol masculí havia de realitzar-se de forma voluntària, en realitat, sovint la pressió dels membres del clan hi tenia una gran influència.
Al nord d'Albània, els drets d'una verge juramentada estan fixats en el dret consuetudinari, el Qanun o Kanun. Se'ls permet romandre entre els homes i tenen un lloc en el consell, però no tenen dret a vot. A més, tenen dret a heretar. L'adquisició de drets i obligacions masculines també va significar que les verges jurades van haver d'assumir les disputes de sang dels seus familiars.
El trencament del jurament es podia castigar amb la mort, però és dubtós si aquest càstig se segueix aplicant. Moltes verges jurades actualment segueixen refusant trencar el jurament, puix que la comunitat les rebutjaria per trencar els vots. Tanmateix, és possible fer-ho si la verge jurada ha acabat les seves obligacions a la família, o les motivacions que la van portar a fer el vot ja no existeixen.
Es creu que les verges jurades són l'únic cas d'Europa de transgèneres masculins i transvestisme amb un paper formal definit socialment. En algunes societats indígenes d'Amèrica hi havia pràctiques similars.

## Prevalença
Segons Taboo, de National Geographic, l'any 2002 hi havia menys de 102 verges jurades al món. La pràctica s'ha perdut a Dalmàcia i Bòsnia, però se segueix practicant al nord d'Albània, on moltes famílies segueixen sent tradicionalment patriarcals, i a Macedònia en grau menor.
L'any 2008 hi havia entre quaranta i diversos centenars de verges jurades a Albània, la majoria de més de cinquanta anys. Segons investigacions recents, la pràctica podria haver ressorgit amb més força durant els 50 anys de comunisme a Albània. El 2022, tot i que no hi havia xifres exactes, es va estimar que al nord d'Albània i Kosovo n'hi quedaven només dotze.

## En la cultura popular
- Virdžina (1991), una pel·lícula dramàtica iugoslava basada en aquest vell costum, dirigida per Srđan Karanović.[23]
- A The Albanian Virgin (1994),[24][25] una història breu d'Alice Munro publicada per primera vegada a The New Yorker, una dona canadenca que és feta ostatge per albanesos fa el vot d'evitar el matrimoni forçat.
- El primer llargmetratge de la directora italiana Laura Bispuri, Vergine giurata (2015), representa la vida de Hana, interpretada per l'actriu italiana Alba Rohrwacher.[26] La pel·lícula està basada en la novel·la homònima de l'escriptora albanesa Elvira Dones.[13][19] A Itàlia hi ha comunitats albaneses centenàries.
- Escrita per un escriptor estatunidenc sense antecedents albanesos,[27] la primera novel·la de Kristopher Dukes, The Sworn Virgin (2017), segueix una dona jove poc tradicional a les muntanyes de 1910, mentre el seu pare és abatut a causa d'una vella baralla de sang, i fa el vot d'evitar un matrimoni concertat.[28]